# Eucalyptus tetragona
Eucalyptus tetragona är en myrtenväxtart som först beskrevs av Robert Brown, och fick sitt nu gällande namn av Ferdinand von Mueller. Eucalyptus tetragona ingår i släktet Eucalyptus och familjen myrtenväxter. Inga underarter finns listade i Catalogue of Life.